# Strongpoint Cash Security
Strongpoint Cash Security, tidigare SQS Security Qube System, är ett säkerhetsföretag för kontanthantering grundat 1995 i Skellefteå av uppfinnaren Kjell Lindskog. De var först med flytande bläck och intelligent elektronik i säkerhetsväskor.  Säkerhetsväskan används för värdetransport av kontanter, till exempel mellan banker och bankomater. Tekniken bygger på att pengarna färgas med en speciell säkerhetsfärg om säkerhetsväskan utsätts för attack. Det gör att pengarna blir oanvändbara. Dessutom användas olika GPS-tekniker för att spåra stulna väskor och kodning av säkerhetsfärgen för spårning av återfunna kontakter till en speciell kund. Väskorna är SBSC-certifierade vilket är en av världens tuffaste normer. Kravet för certifiering är att ingen, oavsett tid och metod, ska kunna ta sig genom skyddet utan att innehållet förstörs.
År 2008[källa behövs] köptes företsget upp av det börsnoterade säkerhetsföretaget PSI Group ASA i Norge som 2015 bytte namn till Stronpoint ASA. SQS,  som bytt namn till Strongpoint Cash Security, såldes 2021 till det engelska företaget Cennox.